# Arianna Romero
Arianna Jeanette Romero Téllez (født 29. juli 1992) er en kvindelig mexicansk fodboldspiller, der spiller forsvar for danske HB Køge i Gjensidige Kvindeliga og Mexicos kvindefodboldlandshold.
Hun har tidligere spillet for de amerikanske topklubber i National Women's Soccer League (NWSL) Houston Dash, Washington Spirit, North Carolina Courage, samt Seattle Reign FC hvor hun var med på klubbens reservehold frem mod sæsonstart. Hun har ligeledes også spillet i den islandske fodboldliga for Valur og ÍBV, samt få kampe for norske Vålerenga. Hun spillede også for australske Perth Glory, fra 2016 til 2017 og igen fra 2019 til 2020.
Hun deltog under VM i fodbold for kvinder 2015 i Canada, hvor det mexicanske ikke avancerede fra gruppespillet.
Hun skrev i juli 2021, under med de nykårede danske mestre fra HB Køge i Gjensidige Kvindeliga.